# Олимпия (стадион, Хельсингборг)
Оли́мпия — футбольный стадион в Хельсингборге (Швеция). Является домашним стадионом футбольных клубов «Хельсингборг» и «Статтена». Вместимость стадиона — 17 100 человек. Открыт в 1898 году и неоднократно реконструирован с того времени. Арена принимала такие выдающиеся футбольные события, как матчи Чемпионата мира по футболу 1958 года, поединки Чемпионата мира 1995 среди женщин и игры Молодёжного чемпионата Европы 2009.

## История
В январе 1897 года была создана компания AB Olympia, название которой было навеяно Олимпийскими играми 1896 года в Афинах. Целью компании было строительство спортивной арены в восточной части Хельсингборга. Первоочередным назначением арены было проведение соревнований по велосипедному спорту, теннису и катанию на коньках, однако с содержанием льда в надлежащем состоянии возникли проблемы, и каток было решено заменить на футбольное поле. Открытие, которое дважды откладывалось из-за неблагоприятных погодных условий, было запланировано на воскресенье 31 июля 1898 года. Программу соревнований составили легкая атлетика, велогонки и футбольный матч, который, впрочем, не состоялся из-за темноты.
В 1903 стадион использовался как место для аттракционов во время Хельсингборгской выставки. А в течение 1910-х — 20-х годов XX века здесь проводилась ежегодная городская ярмарка. 27 июня 1907 года было сформировано спортивное общество «Олимпия», которое включало в себя представителей различных видов спорта (от футбола до велоспорта). С этого времени стадион находился в аренде и эксплуатировался именно этим обществом, пока в 1941 году город не вернул его под свою опеку. В 1909 году состоялась первая серьёзная реконструкция арены: строительство новой трибуны на 400 зрителей обошлось в 20 000 крон; кроме того, был построен стенд на входе и теннисные корты. В 1915 году размеры поля были приведены к международным стандартам 110х65 метров (до этого размеры игровой площадки составляли 100х60 метров), а также добавлены секторы для прыжков и метания легкоатлетических снарядов. Кроме того, велосипедные дорожки заменили на легкоатлетические. К началу соревнований в Аллсвенскан в 1924 году была возведена трибуна со стоячими местами на восточной стороне арены.
В 1941 году муниципалитет Хельсингборга взялся за работу над стадионом и результатом этого стало строительство новой трибуны на 1400 мест в течение следующего десятилетия. 14 мая 1954 года был установлен абсолютный рекорд посещаемости стадиона в поединке между «Хельсингборгом» и «Мальмё», который закончился со счетом 3:3. Эту игру посетили 26 154 зрителя. До сих пор не понятно, как такое количество людей смогло разместиться на «Олимпии»; вероятно, большая часть из них не видела поля, а ориентировалась на звук. В связи с проведением матчей на арене Чемпионата мира по футболу 1958 года была построена ещё одна трибуна со стоячими зрительскими местами и несколько изменён размер поля, новые габариты которого теперь составляли 105x68 метров.
1973 год стал последним, когда на территории арены проходили соревнования по лёгкой атлетике. На этом стадионе были установлены четыре мировых рекорда: неофициальный рекорд по марафону в 1912 году, в беге на 800 метров среди женщин в 1945 году, в беге на 3000 метров в 1965 году и в прыжках с шестом в 1972 году.
В 1985 году были снесены старые деревянные трибуны, которые уже начинали гнить, и установлены новые на бетонных опорах. Более того, «Олимпия» была окончательно перестроена в футбольный стадион и убраны беговые дорожки. В 1993 году закончено строительство новой трибуны вместимостью 3 500 зрительских мест. В этом же году установлен рекорд посещаемости «новой» Олимпии, который составил 17 275 зрителей, пришедших на поединок между «Хельсингборгом» и «Гётеборгом» 30 июля 1993 года. В 1995 году «Олимпия» стала одним из стадионов, принимавших матчи Чемпионата мира 1995 года среди женщин. В частности, здесь состоялся поединок-открытие между сборными Швеции и Бразилии. Два года спустя были установлены 7 000 индивидуальных пластиковых сидений на восточной трибуне. На то время «Олимпия» классифицировалась как лучший футбольный стадион Швеции.
13 мая 2006 года в газете «Хельсингборгс Дагблад» (швед. Helsingborgs Dagblad) появилась статья с проектным предложением расширения стадиона с добавлением к нему жилого дома. Проект был разработан архитектурным бюро Rapid Eye из Мальмё. В 2007 году была проведена замена натурального газона арены на искусственное покрытие. А уже через два года стадион снова принимал международные матчи высокого уровня: «Олимпия» попала в список стадионов, где проводились поединки Молодёжного чемпионата Европы 2009.